# Notholithocarpus densiflorus
Notholithocarpus densiflorus là một loài thực vật có hoa trong họ Cử. Loài này được (Hook. & Arn.) Rehder mô tả khoa học đầu tiên năm 1917.

## Hình ảnh

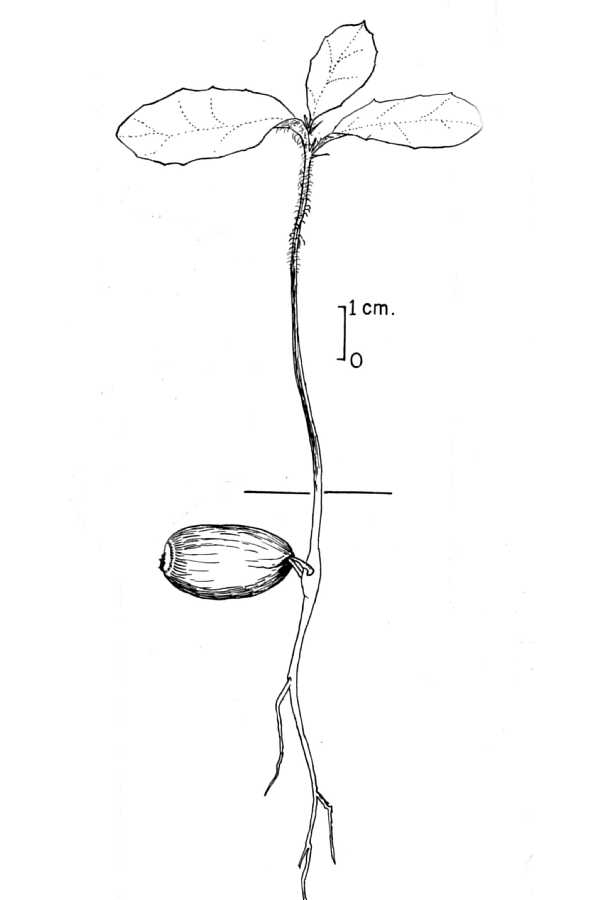
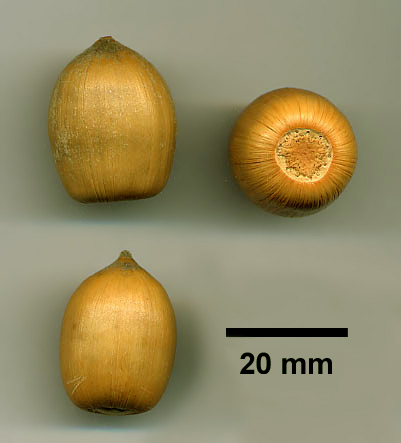
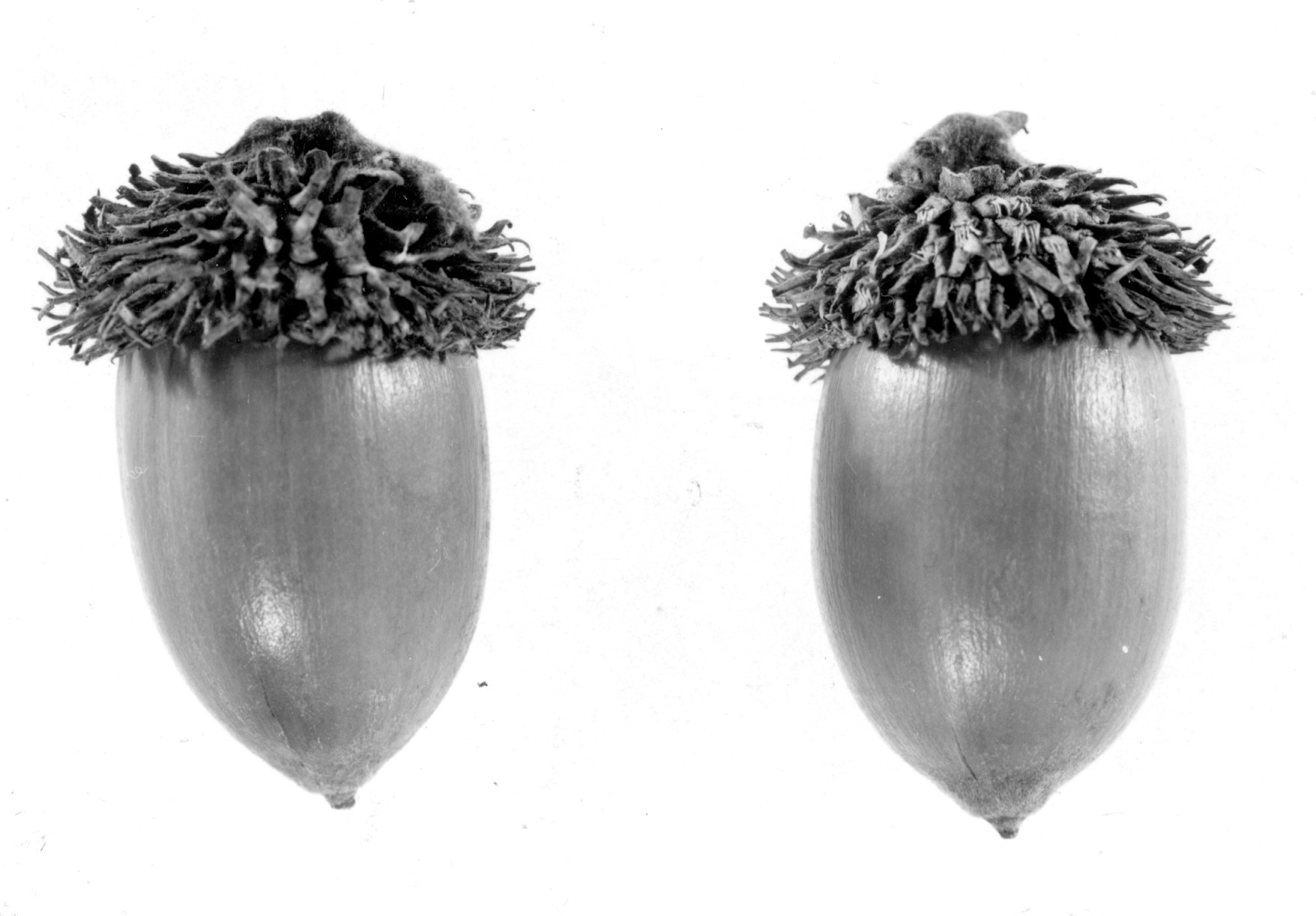
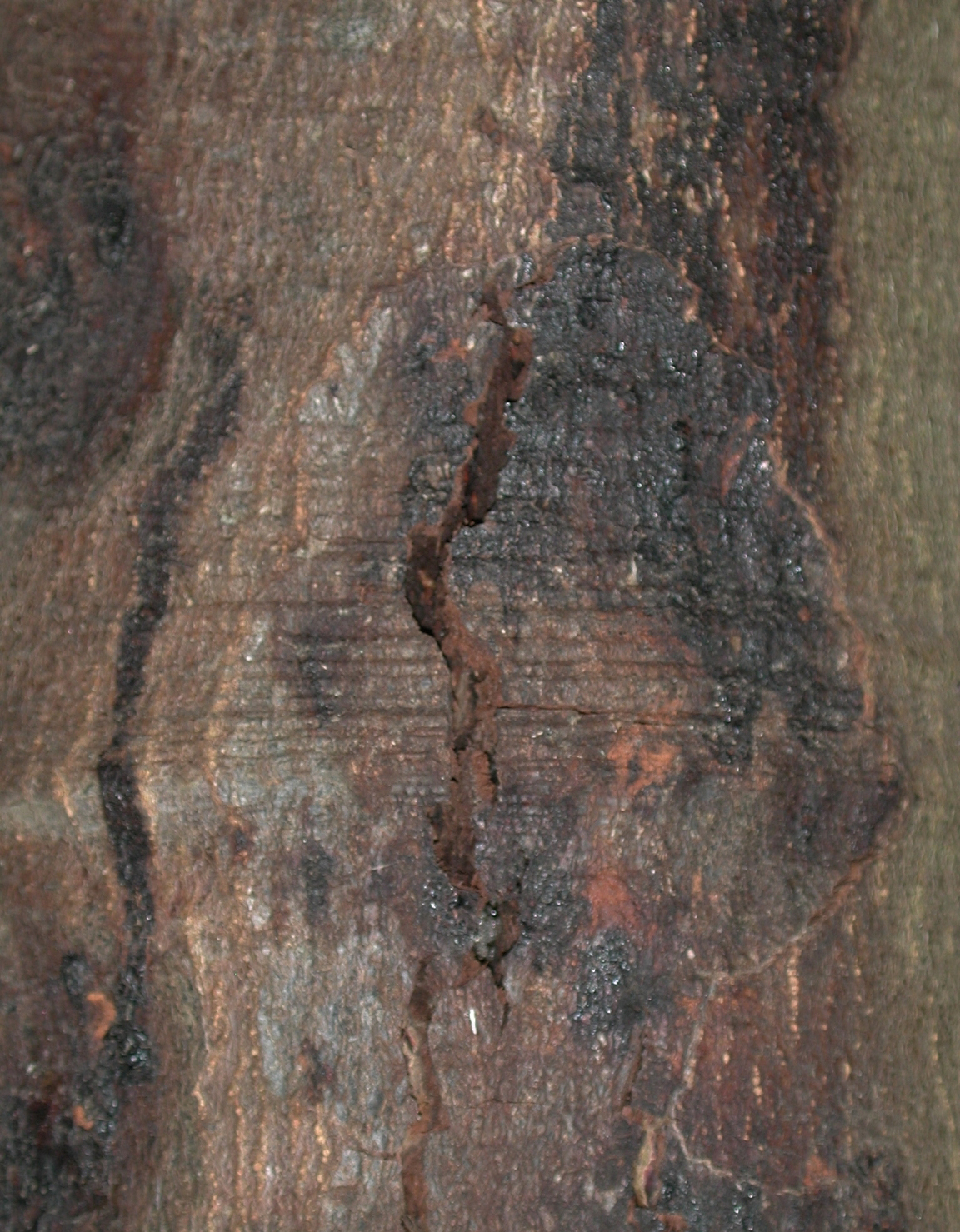